# Frankfurter HC
Frankfurter Handball Club e. V. (FHC) är en tysk handbollsklubb från Frankfurt (Oder).
Klubben grundades 1994 genom en sammanslagning av handbollssektionen i BFV Frankfurt (Oder) och handbollssektionen i SV Blau-Weiss Frankfurt (Oder). BFV Frankfurt (Oder) var en efterföljare till östtyska arméklubben ASK Vorwärts Frankfurt/Oder som upplöstes 1990 och vars handbollssektion varit ett av de bästa lagen inom damhandbollen i DDR på 1980-talet. Klubben är endast aktiv inom damhandboll. Förutom A-laget, som spelade i högsta Bundesliga fram till 2013, finns ungdomslag i alla åldersklasser samt ett 2:a lag i klubben. Föreningen har cirka 150 medlemmar, ordförande är Wolfgang Pohl. A-lagets hemmamatcher spelas i Brandenburg-Halle, som har en kapacitet på 2500 åskådare.

## Historia
För vidare bakgrund se ASK Vorwärts Frankfurt. Tysklands återförening utsatte handbollen i Frankfurt (Oder) för stora förändringar. Handbollen i Frankfurt hade fortsatt nytta av sin supporterbas för den tidigare arméidrottsklubben ASK Vorwärts Frankfurts /Oder och den idrottsskolan i Frankfurt. Klubben BFV Frankfurt lyckades fostra egna ungdomsspelare till A-laget. Fram till säsongen 1999/2000 lyckades klubben hävda sig i första Bundesliga i handboll för damer och var ett av de fem bästa lagen i ligan fram till denna nedflyttningssäsong. Stora ekonomiska problem orsakade att viktiga spelare inte kunde behållas och klubben flyttades ned i andra Bundesliga för första gången säsongen 1999/2000. Efter två säsong med konsolidering kunde Frankfurter fira sin uppflyttning Bundesliga säsongen 2001/02. Klubben hade Dietmar Rösicke, Urbankes make, som tränare 2001 till 2004. Säsongen 2003/04 lyckades de till och med vinna det tyska mästerskapet med Bianca Urbanke tillbaka i truppen. Under de följande åren deltog klubben nästan alltid i slutspelet, som hade introducerats, men nådde inte en plats bland de tre bästa. Efter säsongen 2012/2013 offentliggjorde klubbens styrelse i ett officiellt pressmeddelande den 2 juli 2013 ansökan om insolvensförfarande. Efter konkursen upplöstes Bundesliga-laget. Andralaget, som spelade i division 3, förstärktes dock säsongen därpå 2013/2014 med tidigare spelare från Bundesliga. Laget spelar från och med säsongen 2014/2015 som A-lag för klubben men fortsatt i division 3. Under den avbrutna corona-säsongen 2020/21 spelade klubben i den extraordinära uppflyttningsrundan, men slutade sist. Säsongen 2021–2022 nådde de den ordinarie uppflyttningsrundan, men slutade återigen sist. 

## Placeringar i seriespelet
| Säsong    | Bundesliga serie        | Placeing | Spelade | Vunna | Oavgjorda | Förlorade | Gjorda/insläppta mål | Målskillnad | Poäng |
| --------- | ----------------------- | -------- | ------- | ----- | --------- | --------- | -------------------- | ----------- | ----- |
| 1994/95   | Bundesliga (Bundesliga) | 3        | 26      | 20    | 1         | 5         | 635:524              | 111         | 41:11 |
| 1995/96   | Bundesliga (Bundesliga) | 5        | 26      | 16    | 2         | 8         | 676:583              | 93          | 34:18 |
| 1996/97   | Bundesliga (Bundesliga) | 5        | 22      | 12    | 2         | 8         | 583:563              | 20          | 26:18 |
| 1997/98   | Bundesliga (Bundesliga) | 4        | 22      | 14    | 1         | 7         | 572:548              | 24          | 29:15 |
| 1998/99   | Bundesliga (Bundesliga) | 4        | 22      | 14    | 0         | 8         | 594:578              | 16          | 28:16 |
| 1999/2000 | Bundesliga (Bundesliga) | 11       | 22      | 4     | 1         | 17        | 507:604              | −97         | 09:35 |
| 2000/01   | andra Bundesliga        | 3        | 26      | 15    | 2         | 9         | 666:605              | 61          | 32:20 |
| 2001/02   | andra Bundesliga        | 1        | 26      | 25    | 0         | 1         | 858:540              | 318         | 50:2  |
| 2002/03   | Bundesliga (Bundesliga) | 4        | 24      | 16    | 1         | 7         | 715:651              | 64          | 33:15 |
| 2003/04   | Bundesliga (Bundesliga) | 1        | 22      | 18    | 0         | 4         | 677:592              | 85          | 36:8  |
| 2004/05   | Bundesliga (Bundesliga) | 7        | 23      | 12    | 2         | 9         | 604:612              | −12         | 26:20 |
| 2005/06   | Bundesliga (Bundesliga) | 6        | 22      | 12    | 0         | 10        | 601:574              | 27          | 24:20 |
| 2006/07   | Bundesliga (Bundesliga) | 5        | 22      | 11    | 1         | 10        | 670:668              | 2           | 23:21 |
| 2007/08   | Bundesliga (Bundesliga) | 4        | 22      | 13    | 2         | 7         | 702:651              | 51          | 28:16 |
| 2008/09   | Bundesliga (Bundesliga) | 4        | 22      | 12    | 1         | 9         | 661:665              | −4          | 25:19 |
| 2009/10   | Bundesliga (Bundesliga) | 7        | 22      | 9     | 1         | 12        | 607:607              | ±0          | 19:25 |
| 2010/11   | Bundesliga (Bundesliga) | 6        | 22      | 9     | 2         | 11        | 636:637              | −1          | 20:24 |
| 2011/12   | Bundesliga (Bundesliga) | 6        | 20      | 10    | 1         | 9         | 561:527              | 34          | 21:19 |
| 2012/13   | Bundesliga (Bundesliga) | 7        | 22      | 10    | 1         | 11        | 616:618              | −2          | 21:23 |

## Meriter
- Tyska mästare i handboll 2004
- Vinnare av tyska cupen 2003

## Klubbens mest kända spelare
- Bianca Urbanke-Rösicke

- Franziska Mietzner
- Mandy Hering
- Katja Schülke